# アルテイシア (作家)
アルテイシア（1976年 - ）は、日本の著作家。

## 経歴・作風
兵庫県神戸市に生まれる。大学卒業後は広告会社に勤めていたが、格闘オタクの夫との出会いから結婚までを描いた『59番目のプロポーズ』で作家としてデビューした。
当初は恋愛コラムニストとしての執筆が中心であった。2020年、『離婚しそうな私が結婚を続けている29の理由』を刊行。漫画家の田房永子が書評している 。同作以降、フェミニズムに関する著作を多く刊行している。自らの過酷な生育環境をユーモラスな筆致で描く作風が特徴。

## 著作

### 単著
- 『59番目のプロポーズ』（2005年、幻冬舎）
- 『恋愛格闘家』（2006年、幻冬舎）
- 『もろだしガールズトーク』（2009年、ベルシステム24）
- 『草食系男子に恋すれば』（2009年、メディアファクトリー）
- 『オクテ男子のための恋愛ゼミナール』（2014年、永岡書店）
- 『恋愛とセックスで幸せになる 官能女子養成講座』（2014年、KADOKAWA）
- 『モタク―モテるオタクになる恋愛ガイド』（2015年、スコラマガジン）
- 『ゼロから始めるオクテ男子愛され講座』（2015年、永岡書店）
- 『オクテ女子のための恋愛基礎講座』（2016年、幻冬舎）
- 『アルテイシアの夜の女子会』（2018年、幻冬舎）
- 『40歳を過ぎたら生きるのがラクになった』（2019年、幻冬舎）
- 『離婚しそうな私が結婚を続けている29の理由』（2020年、幻冬舎）
- 『モヤる言葉、ヤバイ人 自尊心を削る人から心を守る「言葉の護身術」』（2021年、大和書房）
- 『フェミニズムに出会って長生きしたくなった。』（2021年、幻冬舎）
- 『自分も傷つきたくないけど、他人も傷つけたくないあなたへ』（2022年、KADOKAWA）
- 『ヘルジャパンを女が自由に楽しく生き延びる方法』（2023年、幻冬舎）

### 共著
- 『田嶋先生に人生救われた私がフェミニズムを語っていいですか!?』（2023年、KADOKAWA）

## 出演
- ポリタスTV（YouTube）